# Слоновые ворота-караулки
Слоновые ворота-караулки (Красносельские ворота, Старо-Красносельские ворота) — памятник архитектуры. Расположен в Пушкине, в Александровском парке, в пейзажной части, на дороге на Александровку. Название было дано из-за находившегося ранее поблизости Павильона для слонов.
Ворота были построены в 1823—1826 годах по проекту Адама Менеласа в формах готики. Между двумя двухэтажными тождественными павильонами, в которых расположены караулки — широкий проезд.
В плане павильоны квадратные. По углам они украшены восьмигранными башенками-пилонами, стены и щипцы между этими пилонами венчает зубчатый парапет. Фасады облицованы блоками пудостского камня. Окна караулок стрельчатые или круглые. Караулки были сильно повреждены в Великую Отечественную войну.
Металлическая часть ворот в 1846 году была снята и перенесена на границу Баболовского парка, получив название Старокрасносельских ворот; там они завершали перспективу дороги. У металлической части с двух сторон были сделаны калитки, решётка ворот была отлита по рисункам Менеласа на Петербургском казённом чугунолитейном заводе. Ворота стояли на четырёх пилонах с высокой створной частью в центре, пилоны были увенчаны шарами. Между караулками после переноса чугунных ворот были сделаны иные ворота, железные (не сохранились). В 2008 году, после реставрации, чугунные ворота были возвращены на прежнее место между караулками.
Александровские ворота Пушкина были сделаны по тому же проекту, что и чугунная часть Красносельских ворот.
Караулки в советское время использовались в качестве жилых помещений (первое приспособление под жильё было сделано ещё в 1876 году). После современного ремонта ворота также используются как пункт наблюдения с жилыми помещениями.